# SWEET!!
『SWEET!!』（スイート!!）はアール・エフ・ラジオ日本で2020年9月28日から始まったラジオの生ワイド番組。

## 概要
これまで放送してきた『Hello! I,Radio』の放送枠を受け継ぎ、新しい平日午前中の生ワイド番組として再出発。
この番組では「昨日より今日、もっとSWEETな一日に」をコンセプトに「元気の出る曲」を選曲したり、リスナーから寄せられたリクエスト曲にもお応えする。また、「最新トレンド解説や英会話レッスン、お得情報」などの生活情報も取り上げる。

## 放送時間
- 月曜 - 木曜 9:00 - 11:55
- 金曜 9:00 - 11:30（2020年9月28日 - 12月24日は金曜 9:00 - 11:00）

## パーソナリティ
- 月、火：吉村民
- 水、木：棚橋麻衣
- 金：瀬名葉月、三遊亭楽生 - 『SWEET!! FridayEdition』として放送

## コーナー
- 月：ウイークリーシネマ - 最新の映画情報を紹介。
　　今週末なにしよう？ - 今週末にも楽しめる情報を月替わりでお届け。
- 火：吉村民尺八を吹く - 吉村民の尺八演奏。
　　Tami’s Power Word！：吉村民が感銘を受けた「言葉」を紹介。
- 水：HAPPY ENGLISH - ハワイ出身のラジオDJ、Vance Kがセレクトした洋楽1曲を解説。
- 木：勝手にコロコロ1・2・3！ - サイコロの目で決まった人がセレクトした楽曲をオンエア。
- 金：金曜恒例！大喜利：毎週異なるテーマの大喜利。
　　僕らの落語：三遊亭楽生が落語のいろはを解説。
　　スイリク：リスナーからのリクエスト曲をオンエア。